# Дессуар, Людвиг
Людвиг Дессуар (настоящие имя и фамилия — Леопольд Дессауэр) (нем. Ludwig Dessoir; 15 декабря 1810, Посен, Варшавское герцогство — 30 декабря 1874, Берлин) — немецкий актёр XIX века, считался одним из лучших создателей шекспировских образов (Отелло, Гамлет, Кориолан).

## Биография
Сын еврея-торговца. Дебютировал на сцене театра Познани в 14-летнем возрасте в 1824 году. С 1834 по 1836 год в гастролировал по Германии, играл на сцене Старого театра (Altes Theater) в Лейпциге. Познакомился с театральным деятелем и драматургом Генрихом Лаубе.

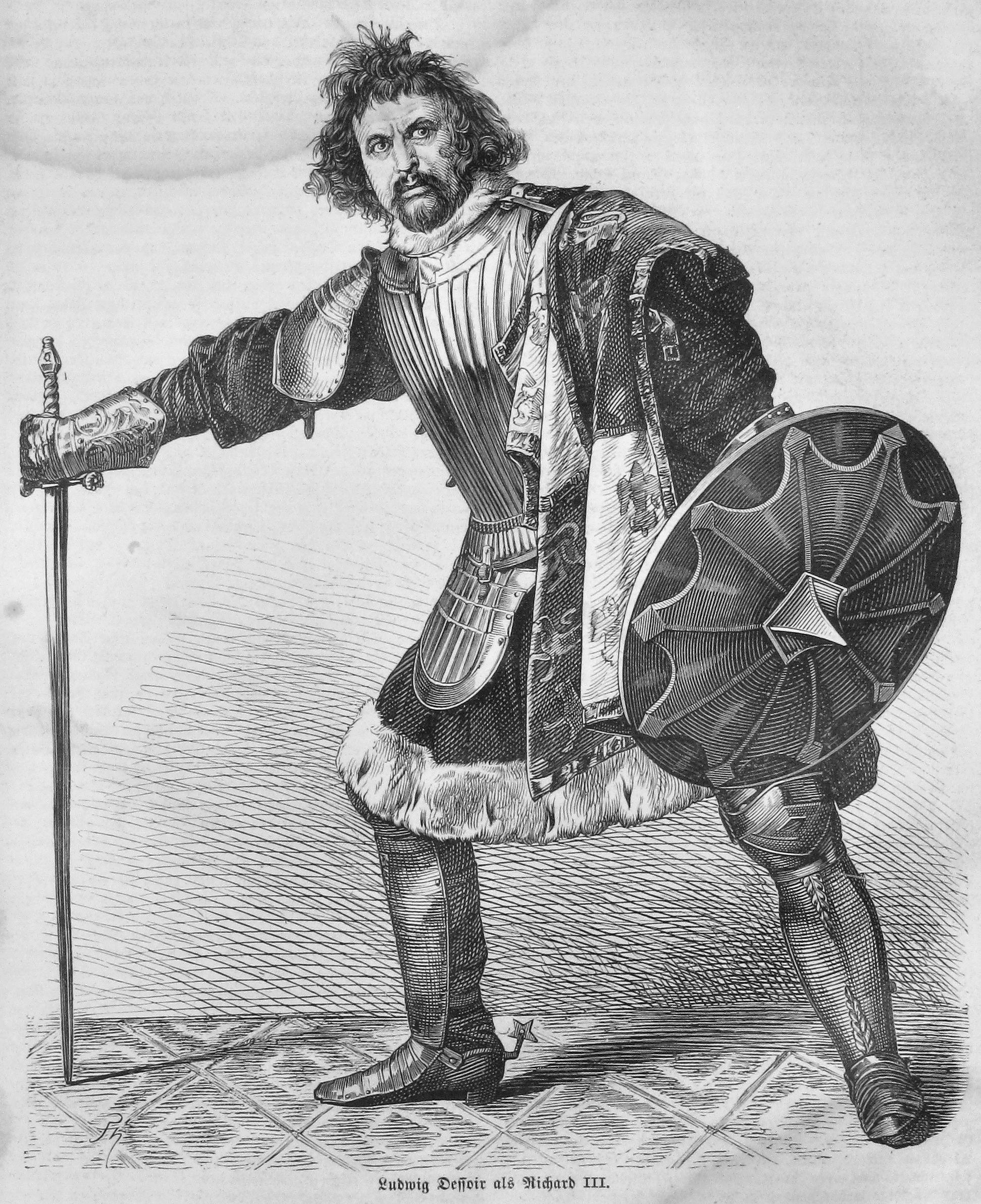
Людвиг Дессуар в роли Ричарда III

Затем стал актёром муниципального театра в Бреслау, в 1837 году выступал на сценах театров в Праге (Немецкий театр) , Брно, Вене (Бургтеатр) и Будапеште. С успехом играл в Баденском театре в Карлсруэ.
В 1847 году отправился в Берлин, где с большим успехом выступал в роли Отелло и Гамлет. Позже получил приглашение на место постоянного актёра театра. С 1849 по 1872 год, до выхода на пенсию, сыграл 110 ролей, часто гастролировал, в 1853 году выступал в Лондоне. Он умер в 1874 году в Берлине.
Отец актёра Фердинанда Дессуара (1836-1892).
Несмотря на определённые физические недостатки, мастерство Л. Дессуара сделало его знаменитым, особенно в качестве исполнителя персонажей Шекспира.

## Избранные театральные роли
- Нанки — «Тони» К. Кёрнера
- Отелло — «Отелло» (Шекспира)
- Болингброк — «Ричард II» (Шекспира)
- Клавиго — «Клавиго» (Иоганна Вольфганга Гёте)
- Храмовый Лорд — «Натан Мудрый» (Г. Лессинга)
- Альба — Эгмонт (Иоганна Вольфганга Гёте)
- Хассан — «Заговор Фиеско в Генуе» (Ф. Шиллера)
- Ричард III — «Ричард III» (Шекспир)
- Гесслер — «Вильгельм Телль» (Ф. Шиллера)
- Тальбот — «Орлеанская дева» (Ф. Шиллера)